# Pompa

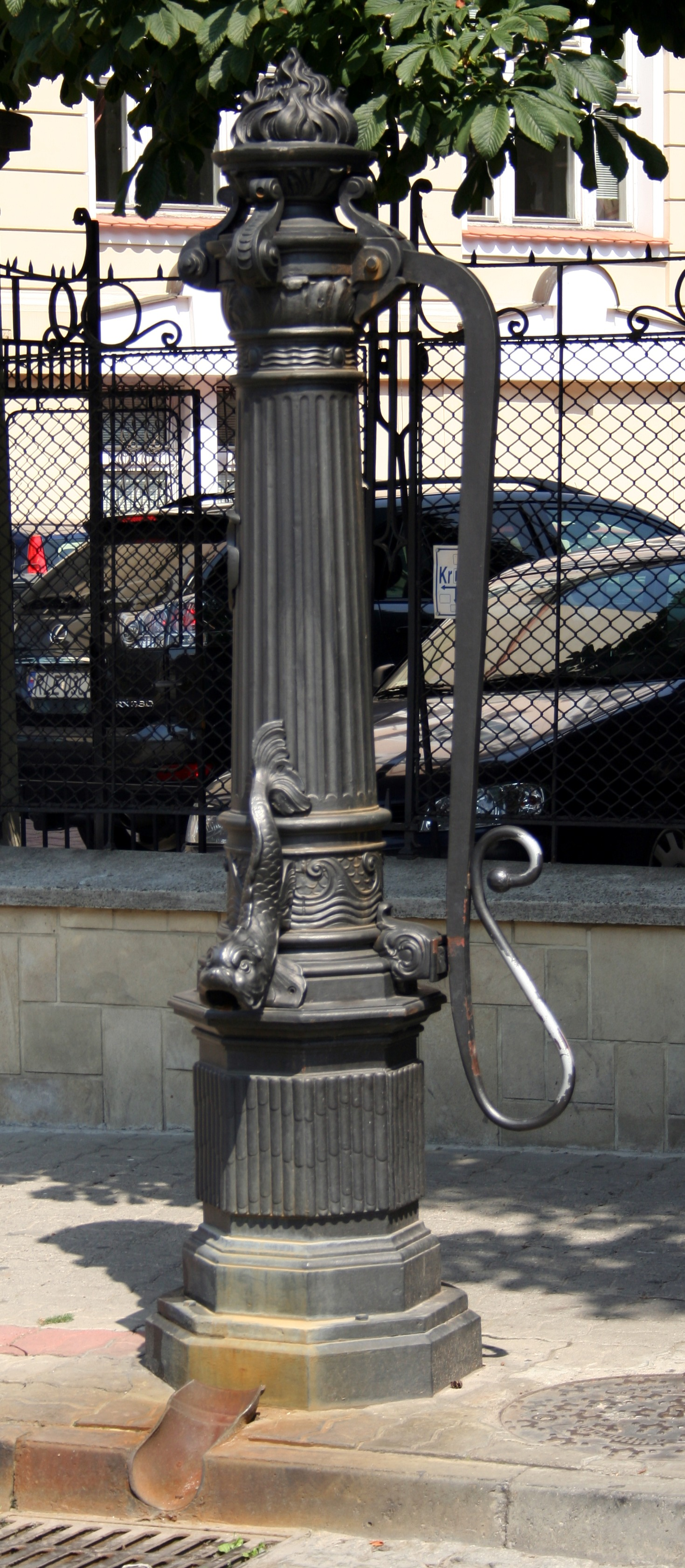
Ręczna pompa w Rzeszowie

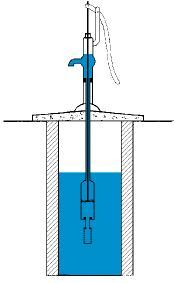
Schemat budowy ręcznej pompy z górnej ilustracji

Pompa – maszyna służąca do wytworzenia różnicy ciśnień między stroną ssawną (wlotem do pompy) a tłoczną (wylotem z pompy), umożliwiającej transport cieczy lub osadów. Działanie pompy polega na przekazaniu cieczy siły mechanicznej przez wirnik, tłok lub membranę, celem jej sprężenia.
Aktualnie wszystkie przenośniki cieczy niemające tłoka, membrany, łopatek, lub wirnika nie zaliczają się do pomp, mimo występowania w nazwie słowa pompa. Jako przykłady dawnych pomp podawane są przenośniki cieczy stanowiące nierozłączny element z silnikiem, na przykład parowy podnośnik wody i jego odpowiednik spalinowy, w których czynnik roboczy (zwykle para wodna) bezpośrednio przekazuje energię cieczy. Ponieważ parowe i spalinowe podnośniki wody mają jedynie znaczenie historyczne, przeważnie nie umieszcza się ich w klasyfikacji, albo nie zalicza do pomp. Podobnie jest ze śrubą Archimedesa.
W każdym przypadku, by pompa mogła pracować, musi być zalana, co oznacza, że przestrzeń robocza pompy oraz rurociąg ssawny musi być wypełniony cieczą i odpowietrzony w momencie rozruchu pompy. Wyjątkiem od tego są pompy samozasysające. Także niektóre pompy wyporowe, charakteryzujące się wysoką szczelnością oraz umieszczone w układzie pompowym o niewielkiej wysokości ssania, są w stanie rozpocząć pracę bez wcześniejszego zalania rurociągu ssawnego.
Pompy charakteryzują następujące parametry:
- wydajność (Q) – mierzona w objętości przepompowywanej cieczy na jednostkę czasu, w układzie SI wyrażona w metrach sześciennych na sekundę
- wysokość podnoszenia lub maksymalne ciśnienie (H) – mierzone w metrach słupa wody lub w układzie SI w paskalach
- moc (N) – obliczana jako iloczyn wysokości podnoszenia i wydajności[1].

Dobór pomp polega na wyborze pompy o parametrach odpowiednich do potrzeb. Pompa powinna tłoczyć objętość cieczy lub osadów odpowiednią do potrzeb (wydajność), gdyż to warunkuje jej efektywne wykorzystanie. Transportowane medium powinno być tłoczone pod stosownym ciśnieniem (wysokość podnoszenia), co zapewnia dostarczenie go do punktu odbioru pod oczekiwanym ciśnieniem. Stąd wniosek, że moc pompy musi być odpowiednio dobrana do pożądanej wydajności i wysokości podnoszenia. Każda pompa ma pewien przedział wydajności i wysokości podnoszenia, w którym może pracować. Jeśli pompuje wodę na maksymalną wysokość, to jej wydajność spadnie i na odwrót. Optymalna wydajność, wysokość podnoszenia i sprawność pomp zależą od rzeczywistych wymogów eksploatacyjnych wynikających ze specyfiki pompowanej cieczy.
Pompy dzielą się na:
- pompy wirowe (przepływowa),
- pompy wyporowe (np. pompy tłokowe).
- strumieniowe
- próżniowe